# 제프 호킨스

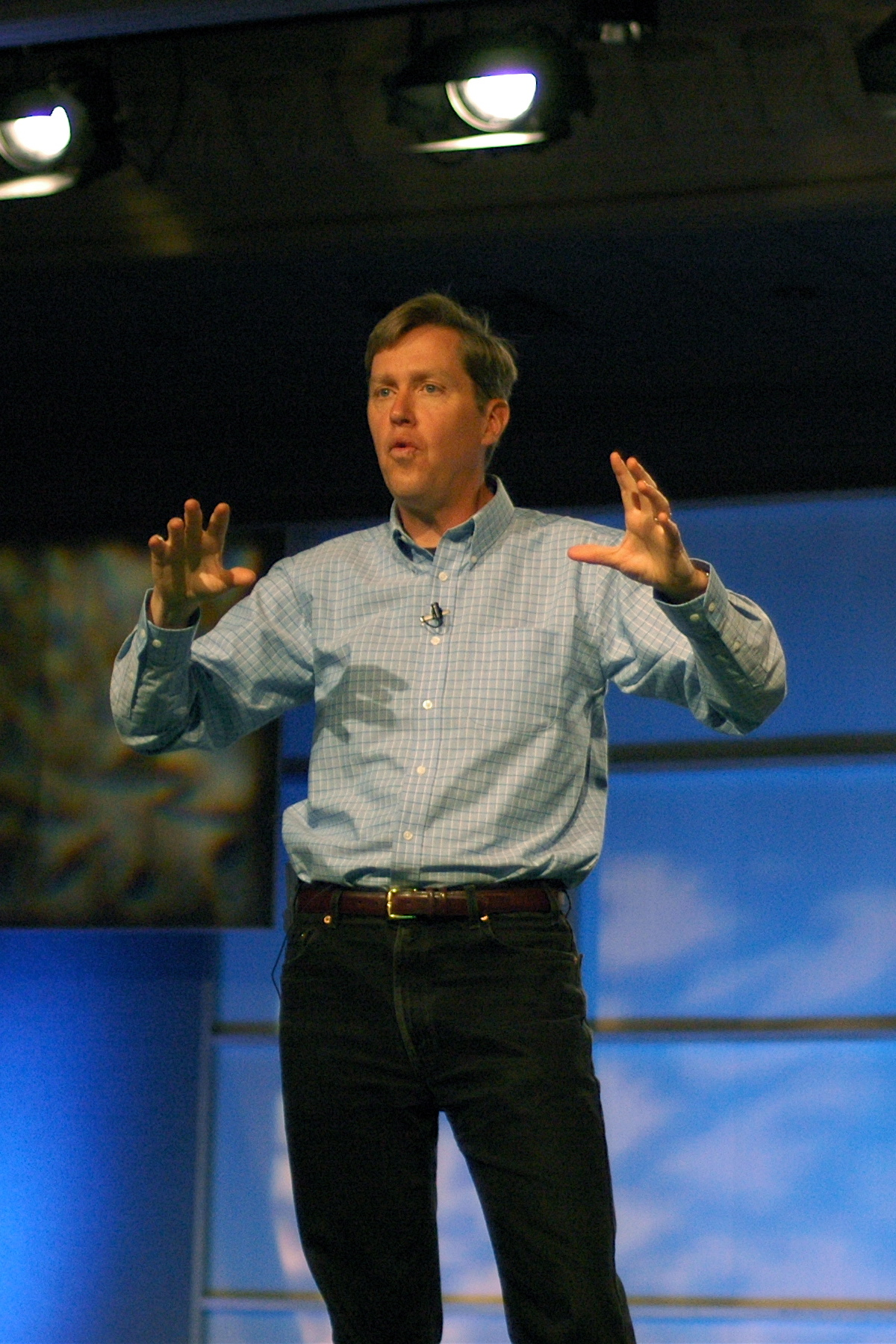
제프 호킨스

제프 호킨스(Jeffrey Hawkins, 1957년 6월 1일 ~ )는 컴퓨터과학자이자 신경과학자이며, 팜 컴퓨팅과 그록의 창업자이다. 2013년 그는 모바일 컴퓨팅 패러다임의 창조 및 상업적으로 성공한 제품을 발명한 공로로 국립 기술 아카데미 위원으로 선출되었다.

## 누멘타/그록
2005년 3월, 제프 호킨스는 팜 컴퓨팅의 CEO였던 도나 더빈스키, 딜리프 조지와 함께 누멘타를 창업한다. 회사명은 그록으로 변경되었다. 목표는 뇌가 어떻게 기능하는지에 대한 이론의 발명과, 컴퓨터 알고리즘으로 해당 이론을 구현하는 것이다.